# Ric O'Barry
Richard "Ric" O'Barry (Richard Barry O'Feldman) é um americano que se tornou famoso nos anos 60 por capturar e treinar cinco golfinhos que fizeram parte de um programa de televisão chamado Flipper. Após a morte do golfinho Kathy em seus braços, a qual ele acredita ter cometido suicídio, O'Barry mudou radicalmente de posição e passou a combater a manutenção de animais em cativeiro.
No ano de 1970 ele fundou o Dolphin Project, um grupo que tem o objetivo de instruir o público sobre a vida de animais cativos e libertá-los quando possível. O'Barry participou do filme The Cove, que ganhou o prêmio de melhor documentário no Oscar 2010.

## Flipper
Richard O’Barry começou a carreira capturando e treinando golfinhos para o Miami Seaquarium e ao longo dos anos 60 tornou-se o principal treinador dos cinco golfinhos que faziam parte do "Flipper", um popular programa de TV americano.  No começo dos anos 70, alguns anos após o encerramento de "Flipper", o golfinho Kathy parou de respirar e não retornou à superfície para buscar ar, morrendo em seus braços. O'Barry acredita que ela possivelmente cometeu suicídio e concluiu que capturar e manter golfinhos em cativeiro era uma atitude incorreta.

## Ativismo
No Dia da Terra, no ano de 1970, ele fundou o The Dolphin Project, uma organização dedicada a tornar conhecido  ao público a real situação em que vivem golfinhos mantidos em cativeiros. O'Barry também foi pioneiro na prática de reabilitar e a libertar golfinhos cativos. Desde então, ele já resgatou e libertou mais de vinte e cinco golfinhos no Haiti, Colômbia, Guatemala, Nicarágua, Brasil, Bahamas e Estados Unidos.
O'Barry e seu sócio Lloys A, Good III foram considerados culpados de violar a Lei de Proteção aos Mamíferos Marinhos de 1972 por terem libertado dois golfinhos no Golfo do México, sob o argumento de que não foi dada a devida atenção ao fato de que eles não estavam preparados para sobreviver no mundo selvagem e corriam risco de vida. 
Nos últimos 40 anos, O'Barry tem se dedicado a palestras e conferências ao redor do mundo, nas quais elucida o efeito negativo que o cativeiro tem sob os golfinhos. Em 1991, como reconhecimento à sua contribuição na proteção dos golfinhos, o ativista recebeu o prêmio Environmental Achievement Award concedido pelo Comitê Americano ao Programa de Meio-Ambiente das Nações Unidas. Em 2007, ele se tornou um especialista em mamíferos marinhos pelo Earth Island Institute e diretor do Save Japan Dolphins Campaign.
No projeto Save Japan Dolphins, O'Barry comanda um esforço internacional para que seja interrompida a matança dos golfinhos e para que seja extinta a manutenção de golfinhos cativos em parques temáticos.
O’Barry é co-autor de três livros  Behind the Dolphin Smile, To Free a Dolphin (ambos com Keith Colbourne) e mais recentemente Die Bucht sobre golfinhos e o making of do filme The Cove publicado com Hans Peter Roth.
Richard O’Barry atualmente vive com sua esposa e filha em Coconut Grove, Florida, Estados Unidos. Em 1989 O’Barry fundou a organização sem fins lucrativos Dolphin Project Inc.